# ATP-frågan

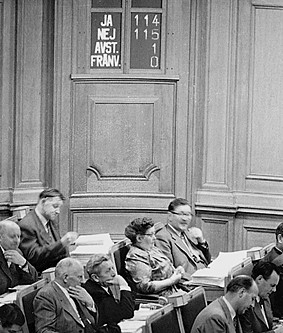
ATP-striden. Voteringstavlan i riksdagens andra kammare den 14 maj 1959 visar att ATP antagits med endast en rösts övervikt. De 115 nej-rösterna innebar bifall till den socialdemokratiska reservationen, medan de 114 ja-rösterna gavs för utskottets borgerliga majoritet mot ATP. Folkpartisten Ture Königson avstod från att rösta.

ATP-frågan handlade om hur pensionsystemet i Sverige skulle utformas. Detta var den helt dominerande frågan i svensk politik i slutet av 1950-talet.

## Bakgrund
Före tillkomsten av ATP var svenska medborgare endast tillförsäkrade folkpension som inkomst efter pensioneringen. Genom avtal hade dock tjänstemännens fackförbund kommit överens om tjänstepension. Andra grupper på arbetsmarknaden, främst LO-grupper, saknade detta och fick därmed ett stort inkomstbortfall vid pensioneringen. 
1944 beslutade riksdagen att tillsätta en utredning om allmän tjänstepension. Regeringen tillsatte denna 1947 med representanter för arbetsmarknadens parter. Utredningen lade fram ett betänkande 1950 med ett principförslag om en obligatorisk pensionsförsäkring som skulle betalas av arbetsgivare och anställda tillsammans.
I december 1951 tillsatte regeringen ännu en utredning med det uttalade syftet att komma med förslag på en allmän pensionsförsäkring för alla inkomsttagare. Utredningen föreslog obligatorisk anslutning av alla anställda till ett system med tilläggspension där pensionsbeloppet till viss del motsvarade den pensionerades levnadsstandard under arbetsåren. Utredningen var dock inte enig. Högerriksdagsmannen Ernst Ahlberg föreslog istället att parterna kom överens om tjänstepension frivilligt samt höjd folkpension. Andra ledamöter föreslog ett centralt system skött av arbetsmarknadens parter som SAF föreslagit 1954 där pensionsmedlen fonderades i företagen.
I januari 1956 tillsatte regeringen ytterligare en pensionsberedning, ledd av statssekreteraren i Socialdepartementet, Per Eckerberg, och bestående både av riksdagspartierna och arbetsmarknadens parter. Den 6 februari 1957 lämnades denna sitt betänkande och föreslog höjd folkpension men kunde inte enas om ett förslag om tilläggspension utan presenterade tre lösningar. I utredningen föreslog socialdemokraterna, LO och Tjänstemännens Centralorganisation en allmän tjänstepension, Bondeförbundet föreslog höjd folkpension samt möjlighet att teckna en kompletterande försäkring och Högerpartiet och arbetsgivarnas representanter föreslog ett system med tjänstepension grundat på överenskommelse mellan arbetsmarknadens parter.

## Folkomröstning
För koalitionsregeringen var frågan svårlöst eftersom de båda partierna hade helt motsatta åsikter. I riksdagen hade en bondeförbundare och en folkpartist motionerat att frågan om pensionssystemets utformning skulle behandlas i folkomröstning. Detta blev också regeringens beslut den 26 mars 1957. Vid omröstningen skulle väljarna ha tre alternativ att välja mellan:
- Linje 1 – allmän och obligatorisk tjänstepension som finansieras med arbetsgivaravgifter. Pensionen ska stå i relation till inkomsten under yrkeslivet och fondmedlen förvaltas av en styrelse tillsatt av staten och representanter för arbetsgivare och arbetstagare. Linje 1 stöddes av socialdemokraterna, SKP (idag vänsterpartiet), LO och TCO.
- Linje 2 – höjd folkpension med möjlighet till frivillig tilläggsförsäkring garanterad av staten. Centerpartiets förslag.
- Linje 3 – arbetsmarknadens parter sluter avtal om fonder som förvaltas av företagen. Linje 3 stöddes av Högerpartiet, Folkpartiet, SAF, Sveriges Hantverks- och småindustriorganisation samt SIF.

Folkomröstningen i pensionsfrågan genomfördes den 13 oktober 1957. Resultatet kunde tolkas på olika sätt. För regeringspartierna socialdemokraterna och Bondeförbundet var dock ATP-frågan helt partiskiljande och den 31 oktober avgick koalitionsregeringen.

## Omröstningen i andra kammaren
I november 1957 tillsatte socialdemokraterna och de borgerliga partierna en arbetsgrupp för att komma fram till ett gemensamt förslag.  Detta lyckades dock inte och den 10 februari 1958 avslutades arbetsgruppens förhandlingar utan något gemensamt förslag och tre dagar senare lade regeringen fram sin proposition om obligatorisk tjänstepension. 
Folkpartiet försökte därefter föra fram ett kompromissförslag där grupper eller enskilda skulle ha rätt att ställa sig utanför ATP-systemet. Högerpartiet förklarade sig villig att acceptera förslaget men Centerpartiet ansåg sig inte kunna acceptera ett förslag som väsentligt skiljde sig från linje 2. Att de borgerliga partierna inte kunnat enats stod klart den 27 februari. De borgerliga partierna var dock överens om att oavsett vems förslag som ställdes mot regeringens i huvudvoteringen skulle de gemensamt stödja detta. 
Förslaget bifölls den 24 april i första kammaren med 82 röster mot 68 för Centerpartiets förslag men avslogs i andra kammaren där Högerpartiets reservation vann med 117 röster.
Statsministern hade redan gjort klart att vid avslag skulle regeringen utlysa nyval. Vid andrakammarvalet 1958 gick socialdemokraterna framåt och fick tillsammans med SKP 116 mandat i andra kammaren. Även Högerpartiet och Centerpartiet gick framåt medan Folkpartiet gick kraftigt bakåt. På samma sätt gick det vid kommunalvalen i september vilket kunde tolkas som att väljarna bestraffade kompromissförsök. Folkpartiet försvagades ytterligare på hösten när de partiet närstående Expressen och Dagens Nyheter inte ville stödja partiets linje utan uppmanade till samarbete med regeringen. 
De borgerliga hade 115 mandat medan regeringen tillsammans med SKP stöddes av 116 ledamöter i andra kammaren men eftersom den socialdemokratiske talmannen saknade rösträtt kunde regeringen fortfarande inte få igenom sin proposition. Statsministern förklarade att förslaget skulle läggas fram först till vårriksdagen 1959.
Regeringen hade informella överläggningar med Folkpartiet i december och januari men den 10 januari 1959 beslöt Folkpartiets riksdagsgrupp att säga nej till fortsatta förhandlingar.
Den 22 januari förklarade den folkpartistiske riksdagsmannen Ture Königson i Göteborgs Handels- och Sjöfarts Tidning att han skulle lägga ned sin röst om regeringen lade fram sitt förslag för andra kammaren. Königson förklarade att regeringens förslag var det enda genomarbetade, de övriga var endast principförslag.
Den 13 mars 1959 lade regeringen fram sin proposition, nummer 100, det tidigare förslaget med några modifikationer. Förslaget gick igenom första kammaren eftersom socialdemokraterna och SKP där hade en majoritet på 10 röster. Den 14 maj röstade andra kammaren om förslaget som gick igenom med 115 nej-röster, 114 ja-röster samt en nedlagd röst ("nej" innebar bifall till socialdemokraternas förslag).
ATP-systemet trädde i kraft den 1 januari 1960 och de första pensionsutbetalningarna skedde 1963.

## Genomförandet
För första gången fanns ett system för alla där pensionen betraktades som uppskjuten lön för utfört arbete och inte som ett bidrag. Systemet bestod av en grundpension, folkpensionen som var lika för alla, och en inkomstgrundad tilläggspension, ATP.
Pensionerna skulle förmånsbestämmas och inte vara direkt kopplade till de avsättningar man gjort.
ATP-delen byggde på att pensionen intjänades under 30 år för att få full pension. Pensionsavgiften som skulle finansiera systemet erlades baserad på deklarerad pensionsgrundande inkomst. En egenhet i systemet var dock att utfallande pension baserades på de 15 bästa intjänandeåren.
De som var 35 år eller äldre 1960 och som alltså inte kunde förväntas få 30 intjänandeår behövde bara ha 15 år i systemet för att få full pension. Detta betydde att kommande generationer skulle komma att betala deras pensioner och att avgifterna aldrig skulle räcka till för deras egna pensioner.
Endast inkomster mellan ett basbelopp och 7,5 basbelopp var pensionsgrundande. ATP-avgiften däremot betalades på hela lönesumman. Därför var ATP-avgiften på inkomster över 7,5 basbelopp och under ett basbelopp en slags skatt. Samma gällde ATP-avgifter på inkomster i mer än 30 år och utöver de bästa 15 åren.
Både intjänade rättigheter, pensionspoängen och utbetalda pensioner i ATP-systemet var kopplade till prisutvecklingen. Det gjorde att systemet hade en svag koppling till den samhällsekonomiska utvecklingen. ATP-systemet anpassade inte heller pensionerna till den ökande livslängden hos befolkningen.
ATP-systemet upphörde 2002.
För dem som är födda 1937 eller tidigare har ATP-pensionen och folkpensionen ersatts av tilläggspension.
De som är födda 1938—53 får en del av sin ålderspension som tilläggspension.